# Gymnelia paranapanema
Gymnelia paranapanema är en fjärilsart som beskrevs av Paul Dognin 1911. Gymnelia paranapanema ingår i släktet Gymnelia och familjen björnspinnare. Inga underarter finns listade i Catalogue of Life.